# Darkside III
Albums de Fat Joe
The Darkside Vol. II
(2011)
Darkside III est une mixtape de Fat Joe, sortie le 26 août 2013. 

## Liste des titres
| No  | Titre                                                          | Contient un (des) sample(s) de | Durée |
| --- | -------------------------------------------------------------- | --- | ----- |
| 1.  | Darkside III (featuring Dre – Produit par Streetrunner)        | | 2:31  |
| 2.  | Madison Squares (Produit par Cool and Dre et Young Sap)        | Lujon d'Henry Mancini | 2:32  |
| 3.  | MGM Grand (Produit par Streetrunner)                           | | 2:56  |
| 4.  | Pain (Produit par Illa)                                        | Pains of Love de The New Birth | 1:58  |
| 5.  | Your Honor (featuring Action Bronson – Produit par DJ Premier) | Sing a Simple Song de Sly & the Family Stone That White de Fat Joe That Raw de Torae Nas Is Like de Nas Why de Jadakiss featuring Anthony Hamilton Who Got Gunz de Gang Starr, Fat Joe et M.O.P. Action d'Orange Krush I Shot Ya (Remix) de LL Cool J et Prodigy featuring Keith Murray, Fat Joe et Foxy Brown | 3:23  |
| 6.  | 9th Wonder (Produit par 9th Wonder)                            | Mother Nature des Temptations | 2:23  |
| 7.  | Cypher (featuring Nick Shades – Produit par Diamond D)         | Echoes of You de Little Boy Blues | 2:39  |
| 8.  | Grimy in the Early 90's (Produit par Illa)                     | | 2:07  |
| 9.  | Bass (featuring Nick Shades – Produit par Cool and Dre)        | | 2:40  |
| 10. | Angel Sings 2 (Produit par Young Hype)                         | Chanson d'un jour d'hiver de Cortex | 3:28  |